# Понеделник
Понеделник е първият ден от седмицата (ISO 8601). Някъде обаче той се смята за втори ден (САЩ). Поради тази причина на арабски, гръцки и португалски понеделник означава втори ден.
В Римската империя „понеделник“ също се е смятал за втори ден от седмицата и е посветен на луната (богинята Луна, а в гръцката митология Селена). Поради тази причина на някои езици, като английски и италиански, например, понеделник означава ден на луната.
В съвременното общество понеделник се смята за начало на работната седмица.
В Англия понеделникът от великденските празници е известен като денят на черната Анис – вещица, която отвличала деца и агнета.

## Етимология
В българския, както и в повечето славянски езици, думата понеделник е образувана като съчетание на предлога „по“ и съществителното „неделя“ със значение „след неделя“.

## В литературата
- Романът „Понеделник започва в събота“ на Аркадий и Борис Стругацки
- Главният герой в романа „451 градуса по Фаренхайт“ на Рей Бредбъри се казва „Montag“ (немски, Понеделник).
- Романът „Закуска за шампиони, или Сбогом, черен понеделник“ на Кърт Вонегът